# Micronycteris matses

O Micronycteris matses é uma espécie de morcego sul-americano . Ocorre no Brasil .